# Hetty Naaijkens-Retel Helmrich
Hetty Naaijkens-Retel Helmrich (1955) is een Nederlands documentairemaker en filmproducent. Ze is medeoprichter van de filmproductiemaatschappij Scarabeefilms.

## Loopbaan
In 1989 richtte Naaijkens-Retel Helmrich samen met haar broer, regisseur Leonard Retel Helmrich, Scarabeefilms op. De filmmaatschappij groeide uit tot een internationaal opererend productiebedrijf met films die werden geselecteerd voor nationale en internationale filmfestivals.
Als producent, co-scenarist en co-regisseur werkte ze mee aan verschillende documentaires van haar broer, waaronder de veelbekroonde trilogie Stand van de Zon (2001), Stand van de Maan (2004) en Stand van de Sterren (2010). Ze co-regisseerde tevens de Teledoc Hollandse Nieuwe ('Raw Herring'). In 2003-2004 produceerde ze De duistere diamant naar een album van Suske en Wiske.
In 2009 maakte zij haar regiedebuut met Contractpensions – Djangan Loepah!, gevolgd door Buitenkampers – Boekan Main! (2013) en Klanken van Oorsprong – Poekoel Teroes! (2018). Deze documentaires werden gemonteerd door haar zoon Jasper Naaijkens en ontvingen allemaal een Kristallen Film wegens het behalen van meer dan 10.000 bioscoopbezoekers. Alle drie de documentaires kenden tevens een tournee in de Verenigde Staten. De film Stand van de Sterren werd ingezonden door HBO Max voor de Academy Awards en werd gekwalificeerd voor de Oscar voor Beste Documentaire in 2011.
In 2020 was ze lid van de adviescommissie BrabantStad Cultuur. Hier raakte ze in opspraak omdat ze instemde met een subsidieaanvraag voor het Tilburgse filmtheater Cinecitta, waarvan later bleek dat haar zoon de aanvraag had ingediend. Tevens werkte haar zus bij Cinecitta als programmeur. Naar eigen zeggen was ze zich van geen kwaad bewust en ging ze er van uit dat deze familiebanden al bij iedereen bekend waren.

## Thema's
De documentaires van Naaijkens-Retel Helmrich kenmerken zich door hun focus op interculturele verhalen. De onderwerpen variëren van het dagelijks leven in Indonesië tot kunst in Albanië en de nostalgie rond de Tour de France, centraal staan universele emoties en menselijke veerkracht.

## Persoonlijke onderscheidingen
- Martha Hering Broche (2004)
- Nominatie Screen Writing Achievement Award 2011

## Selectie filmprijzen
Kristallen Film (≥10.000 bezoekers):
- Stand van de Maan (2005)
- Contractpensions – Djangan Loepah! (2009)
- Stand van de Sterren (2011)
- Buitenkampers – Boekan Main! (2014)
- Klanken van Oorsprong – Poekoel Teroes! (2018)[2]

Onderscheidingen (selectie):
- Golden Gate Award (1991)
- Prix SRG SSR Idée Suisse (2002)
- Joris Ivens Award (2004)
- Grand Jury Prize World Cinema documentary Sundance (2005 & 2011)
- Beste documentaire Abu Dhabi Film Festival (2011)
- Best Documentary IDA (2011)
- Beste documentaire Durban International Film Festival (2011)
- Beste lange documentaire, IDFA (2010)
- IDA Humanitas Award (2018) voor Stand van de Sterren[5]